# Albino Cossa
Albino Cossa (Maputo, 21 de abril de 1982) é um futebolista profissional moçambicano que atua como guarda-redes.

## Carreira
Bino integrou a Seleção Moçambicana de Futebol no Campeonato Africano das Nações de 2010.